# Super Mario Bros. Film
Super Mario Bros. Film (ang. The Super Mario Bros. Movie) – amerykańsko-japoński film animowany, oparty na serii gier komputerowych z udziałem postaci Mario. Premiera filmu odbyła się 5 kwietnia 2023. Jest to druga adaptacja kinowa po filmie Super Mario Bros z 1993 roku.

## Obsada
| Postacie          | Aktor głosowy            |
| ----------------- | ------------------------ |
| Mario             | Chris Pratt              |
| księżniczka Peach | Anya Taylor-Joy          |
| Luigi             | Charlie Day              |
| Bowser            | Jack Black               |
| Toad              | Keegan-Michael Key       |
| Donkey Kong       | Seth Rogen               |
| Cranky Kong       | Fred Armisen             |
| Foreman Spike     | Sebastian Maniscalco     |
| Kamek             | Kevin Michael Richardson |
| różne postacie    | Charles Martinet         |

## Produkcja
Po krytycznej i komercyjnej porażce filmu fabularnego z 1993 roku, Nintendo niechętnie udzielało licencji na swoje własności intelektualne do adaptacji filmowych. Twórca Mario, Shigeru Miyamoto, zainteresował się opracowaniem kolejnego filmu, gdy Nintendo wprowadzało swoje starsze gry do usługi konsoli wirtualnej, a dzięki współpracy Nintendo z Universal Parks & Resorts w celu stworzenia Super Nintendo World, poznał założyciela Illumination, Chrisa Meledandriego. Do 2016 roku obaj rozmawiali o filmie, a w styczniu 2018 roku Nintendo ogłosiło, że będzie współpracować z Illumination i Universal Pictures przy jego produkcji. Produkcja trwała od 2020 roku, a obsada została ogłoszona publicznie we wrześniu 2021 roku.

## Wydanie
Premiera filmu w Stanach Zjednoczonych odbyła się 5 kwietnia 2023. W Polsce film pojawił się 26 maja tego samego roku. Film będzie dostępny w serwisie streamingowym Peacock 45 dni po premierze filmu, a w serwisie Netflix pod koniec 2023 roku.

## Przyszłość
W maju 2021 roku Furukawa powiedział, że Nintendo jest zainteresowane produkcją większej liczby filmów animowanych w oparciu o jego własności intelektualne, jeśli Super Mario Bros. Film odniesie sukces. W listopadzie tego samego roku pojawiły się doniesienia, że Illumination pracuje nad spin-offem Donkey Kong, w którym Rogen ma ponownie wcielić się w swoją rolę.  W lutym 2022 Charlie Day wyraził zainteresowanie ponownym wcieleniem się w rolę Luigiego w filmie opartym na Luigi’s Mansion.